# زلیشتینگووا
زلیشتینگووا (به لاتین: Szlichtyngowa) یک شهر و گمینا در لهستان است که در گمینا شلیختنگووا واقع شده‌است. زلیشتینگووا ۱٫۶ کیلومتر مربع مساحت و ۱٬۲۸۹ نفر جمعیت دارد.